# Anyone
Anyone is een nummer van de Canadese zanger Justin Bieber uit 2021.
Op "Anyone" kiest Bieber voor een meer authentiek geluid dan hij eerder deed. Het nummer is een persoonlijke ballad waarin hij zijn liefde voor zijn echtgenote Hailey Baldwin bezingt, zonder in clichés te vervallen. De instrumentatie werd sober en beperkt gehouden, maar tijdens het laatste refrein breekt het nummer wat meer open. Het nummer werd in diverse landen een hit. In de Nederlandse Top 40 bereikte het de 17e positie, terwijl het in de Vlaamse Ultratop 50 binnenkwam op een 36e positie.